# Куинн, Джимми (1959)
Джеймс Мартин Куинн (англ. James Martin Quinn; род. 18 ноября 1959, Белфаст) — североирландский футболист и футбольный тренер.

## Клубная карьера
На профессиональном уровне дебютировал в 1981 году за любительскую команду «Осветри Таун», в которой принял участие в 15 матчах чемпионата. В декабре 1981 года за £10,000 £ перешёл в клуб Третьего дивизиона «Суиндон Таун». Ему пришлось ждать три месяца до своего дебюта в Футбольной лиге, выйдя на замену в матче с «Уолсолл» (2:2). Всего к концу сезона он сыграл в 4 играх чемпионата, но это не помогло «Суиндону», вылетевшему впервые в своей истории в четвертый дивизион. Там Куинн провел с командой еще два года.
Он проявил себя в Кубке Англии, забив шесть голов в пяти играх, в том числе один в домашней игре с клубом второго дивизиона «Блэкберн Роверс» (1:2). Его игра поразила «Роверс» и в конце сезона клуб подписал Куинна за 32 500 фунтов стерлингов. За два с половиной года в составе «бродяг» он сыграл 71 матч в национальном чемпионате и забил 17 голов. В декабре 1986 года он вернулся за 50 тысяч фунтов в «Суиндон Таун», выступавший в Третьем дивизионе. Куинн сразу стал основным игроком, забив 9 голов, и помог клубу занять 3 место и выйти в плей-офф. Джимми пропустил повторную игру плей-офф против «Джиллингема» из-за травмы, но «Суиндон» её выиграл и вышел во Второй дивизион. В следующем сезоне Куинн был в прекрасной форме, забив 31 гол во всех соревнованиях, после чего в июне 1988 года главный тренер Лу Макари сделал все возможное, чтобы убедить Кeинна остаться, но его усилия оказались тщетными и нападающий перешёл в «Лестер Сити» за 210 000 фунтов стерлингов.
Пребывание Куинна в «Лестере» длилось менее девяти месяцев, и он забил только шесть голов в 31 матче, большинство из которых выходил на замену. В марте 1989 года он перешел в «Брэдфорд Сити», за 210 000 фунтов стерлингов, где забил 14 голов в 35 играх. В декабре 1989 года перешёл в «Вест Хэм Юнайтед», который недавно вылетел из Первого дивизиона. Сумма трансфера игрока составил 320 000 фунтов стерлингов, которая была рекордной за его карьеру. За время выступлений в клубе Джимми забил восемнадцать мячей в сорока семи играх чемпионата, сыграв свою роль в возвращении «молотобойцев» в Первый дивизион в 1991 году. Но в высшем дивизионе Куинн так и не сыграл, вместо этого перейдя в «Борнмут» из Третьего дивизиона перед началом сезона 1991/92, в котором забил девятнадцать голов в сорока трех играх чемпионата.
В июле 1992 года он подписал контракт с «Редингом». Отыграл за «ройялс» следующие пять сезонов своей игровой карьеры. Большинство времени, проведенного в составе Рединга, был основным игроком атакующего звена команды, в которой провёл 294 матча и забил 94 гола. Летом 1994 года «Рединг» вышел в Первый дивизион (второй дивизион в системе английского футбола после появления Премьер-лиги в 1992 году), а Куинн забил 35 голов и стал лучшим бомбардиром всей Футбольной лиги в этом сезоне. После того как в декабре 1993 года клуб покинул главный тренер Марк Макги, Куинн был назначен играющим тренером команды вместе с партнером по команде Миком Гудингом. В ходе голосования за определение одиннадцати лучших футболистов в истории Рединга, Куинн был признан лучшим нападающим с 35,4% голосов.
В течение 1997—2000 годов защищал цвета клубов Футбольной лиги «Питерборо Юнайтед» и «Суиндон Таун». В общей сложности Куинн провёл 578 игр в Футбольной лиге, забив 210 голов. Он также забил 22 мяча в 46 матчах в Кубке Англии и 16 в 35 матчах в Кубке лиги. В дальнейшем Куинн выступал в ряде не входящих в Футбольную лигу клубов и завершил игровую карьеру в команде «Нантвич Таун» в возрасте 46 лет, за которую выступал с 2005 по 2006 года.

## Карьера за сборную
Дебют за национальную сборную Северной Ирландии состоялся 16 октября 1984 года в товарищеской игре против сборной Израиля, в которой отметился забитым голом (3:0). Был включён в состав на чемпионат мира 1986 в Мексике, где все матчи провёл на скамейке запасных. Всего за сборную Куинн сыграл 46 матчей и забил 12 голов.

### Голы за сборную
| №  | Дата            | Место                      | Соперник    | Счёт | Результат | Турнир                  |
| -- | --------------- | -------------------------- | ----------- | ---- | --------- | ----------------------- |
| 1  | 16 октября 1984 | Белфаст, Северная Ирландия | Израиль     | 2–0  | 3–0       | Товарищеский матч       |
| 2  | 16 октября 1985 | Бухарест, Румыния          | Румыния     | 1–0  | 1–0       | Квалификация на ЧМ 1986 |
| 3  | 23 апреля 1986  | Белфаст, Северная Ирландия | Марокко     | 2–1  | 2–1       | Товарищеский матч       |
| 4  | 11 ноября 1987  | Белфаст, Северная Ирландия | Турция      | 1–0  | 1–0       | Квалификация на ЧЕ 1988 |
| 5  | 21 мая 1988     | Белфаст, Северная Ирландия | Мальта      | 1–0  | 3–0       | Квалификация на ЧМ 1990 |
| 6  | 27 марта 1990   | Белфаст, Северная Ирландия | Норвегия    | 1–0  | 2–3       | Товарищеский матч       |
| 7  | 8 сентября 1993 | Белфаст, Северная Ирландия | Латвия      | 1–0  | 2–0       | Квалификация на ЧМ 1994 |
| 8  | 17 ноября 1993  | Белфаст, Северная Ирландия | Ирландия    | 1–0  | 1–1       | Квалификация на ЧМ 1994 |
| 9  | 20 апреля 1994  | Белфаст, Северная Ирландия | Лихтенштейн | 1–0  | 4–1       | Квалификация на ЧЕ 1996 |
| 10 | 20 апреля 1994  | Белфаст, Северная Ирландия | Лихтенштейн | 3–0  | 4–1       | Квалификация на ЧЕ 1996 |
| 11 | 7 сентября 1994 | Белфаст, Северная Ирландия | Португалия  | 1–1  | 1–2       | Квалификация на ЧЕ 1996 |
| 12 | 11 октября 1995 | Эшен, Лихтенштейн          | Лихтенштейн | 3–0  | 4–0       | Квалификация на ЧЕ 1996 |

## Карьера тренера
Куинн был назначен играющим тренером «Рединга» вместе с Миком Гудингом в декабре 1994 года после ухода Марка Макги в «Лестер Сити». Под их руководством клуб занял второе место в Первом дивизионе, но ему было отказано в автоматическом переходе в Премьер-лигу, поскольку в этом сезоне количество команд элитного дивизиона сократилось с 22 до 20. Вместо этого «ройялс» получил право бороться за выход в Премьер-лигу через плей-офф. Там команда уступила «Болтон Уондерерс» (3:4), став единственной командой, которая заняла второе место во втором дивизионе английского футбола и не получила повышения. Куинн ушел через два года после того, как «Рединг» провел два тяжелых сезона, в течение которых они боролись за выживание.
В дальнейшем Куинн присоединился к «Питерборо Юнайтед», где забил 25 голов в первом сезоне и был избран в команду сезона Третьего дивизиона. В октябре 1998 года Куинн вернулся в «Суиндон Таун», где стал тренером. Ему удалось сохранить команду в Первом дивизионе в сезоне 1998/99, но его первый полный сезон оказался провальным — клуб был в тяжелом финансовом положении, в результате которого игроки были проданы, а Куинн в 40 лет вынужден был снова вернуться на поле, взяв футболку под номером 40. С середины ноября до конца сезона «Суиндон» находился в самом низу таблицы, побив клубный рекорд из девятнадцати игр без побед. После того, как вылет состоялся, Квин был отстранен от должности.
После отъезда из «Суиндона» Куинн недолго выступал как игрок в клубах «Нортуич Виктория», «Хейс» и «Херефорд Юнайтед» из Конференции. В июле 2001 года Куинн вернулся в «Нортвич», на этот раз в качестве тренера, хотя он также продолжил выступления и как игрок.
В начале сезона 2003/04 Куинн возглавил «Шрусбери Таун» и в тот же сезон вывел команду в Футбольную лигу, выиграв финал плей-офф Конференции. Несмотря на то, что ему 44 года, Куинн провёл 15 матчей в Конференции и забил четыре гола. В октябре 2004 года Куинн покинул клуб, после чего вернулся в «Питерборо Юнайтед» в качестве помощника тренера, а затем стал руководителем норвежского клуба «Эгерсунн» в декабре 2005 года, из которого ушел уже через пять месяцев, ссылаясь на личные причины.
15 сентября 2006 года Квинн был назначен тренером клуба Конференции «Кембридж Юнайтед», подписав двухлетний контракт. По итогам сезона 2006/07 Куинн привёл клуб к 17-му месту, избежав вылета в Южную конференцию в последнем туре. В следующем сезоне Куинн с командой сенсационно занял второе место и вышел в плей-офф. Там в полуфинале по сумме двух матчей победили «Бертон Альбион» и вышли в финал против «Эксетер Сити» на «Уэмбли». Проиграв его, «Кембридж Юнайтед» не смог выйти в Футбольную лигу, после чего в июне 2008 года Куинн покинул команду по взаимному согласию.
2 сентября 2008 года Куинн был назначен новым главным тренером «Борнмута», заменив Кевина Бонда, уволенного накануне. Через 121 день, 31 декабря, Квинн был уволен из-за ряда плохих результатов, включая поражение дома от конкурента в борьбе за выживание «Барнета» (0:2).
В марте 2011 года Квинн был назначен менеджером «Нантвич Тауна» в Северной Премьер-лиге. Он ушел из команды по взаимному согласию 15 марта 2013.